# Parafia Świętej Trójcy w Dobrzycy
Parafia pw. Trójcy Świętej w Dobrzycy – parafia należąca do dekanatu Mielno, diecezji koszalińsko-kołobrzeskiej, metropolii szczecińsko-kamieńskiej. Została utworzona w 1951 roku.

## Miejsca święte

### Kościół parafialny
Kościół pw. Świętej Trójcy w Dobrzycy
Kościół parafialny został zbudowany w 1867 roku, poświęcony w 1946.

### Kościoły filialne i kaplice
- Kościół pw. św. Andrzeja Boboli w Strzepowie
- Kościół pw. św. Piotra i Pawła w Wierzchominie